# Hopen
Hopen, früher deutsch auch Hoffnungsinsel oder Walross-Insel, ist eine Insel im Spitzbergen-Archipel (Svalbard) etwa 100 km südöstlich der Insel Spitzbergen.

## Beschreibung
Die Insel ist in nordöstlicher Richtung 37 km lang und nur 2 km breit. Hopen liegt auf demselben unterseeischen Plateau wie die Bäreninsel und der südöstliche Teil Svalbards. Sie besteht überwiegend aus den Tafelbergen Lyngefjellet, Blåfjell, Kollerfjellet und Iversenfjellet, die aus Kalkstein bestehen und vom 150 m hohen Kap Beisaren im Norden bis zur südlichen Spitze der Insel, dem 371 m hohen Kap Thor reichen. Diese Berge werden von mehreren Querrinnen in ost-westlicher Richtung getrennt. Besonders an der Westseite fällt das Ufer sehr steil ab. In einer Höhe von etwa 30 m finden sich Reste einer alten Küstenlinie mit Baumstümpfen und Walknochen. Bedingt durch die extremen klimatischen Einflüsse ist der Felsen an der Oberfläche sehr weich und bildet besonders zur Ostküste hin Geröll und Sand, so dass die Küste dort flacher ist. Das Meer rund um die Insel ist einige hundert Meter weit seicht, so dass sich schnell Brecher bilden. Deshalb ist ein Anlanden auch mit Booten schwierig. Die Leeseite von Hopen wird gerne von Fischtrawlern zum Umladen und Abwettern von Stürmen genutzt.

## Geschichte
- 1596: Die Insel wurde im Sommer 1596 von Jan Cornelisz Rijp während der Barents-Expedition auf der Suche nach der Nordostpassage entdeckt.
- 1613: vom englischen Walfänger Thomas Marmaduke aus Hull nach seinem Schiff Hopewell benannt
- 1869: Emil Bessels erreicht die Insel mit seinem Dampfer Albert und bestimmt erstmals die genaue Position der Insel
- 1871: Erkundungsfahrt von Payer und Weyprecht mit der Isbjörn[2]
- 1898: Expedition des Fürsten Albert von Monaco
- 1908/1909: erste Überwinterung von sechs Jägern, darunter der spätere „Eisbärkönig“ Henry Rudi[3]
- 1920: Durch den Spitzbergen-Vertrag gehört Hopen seit 1920 zu Svalbard und damit zu Norwegen.
- 1923/1924: Überwinterung von drei Jägern
- 1930/1931: Überwinterung von zwei Jägern
- 1934/1935: Überwinterung von drei Jägern
- 1936/1937: Überwinterung von zwei Jägern
- 1924: Thor Iversen, ein norwegischer Ozeanograph und Fischereiinspektor besuchte die Insel 1924 und in den 1950er Jahren und kartographierte sie.
- 1928: Expedition O. I. Willoch
- 1930: Expedition Gunnar Horn
- 1939: Expedition Thor Askheim
- 1942–1945: In der Nacht vom 4. auf den 5. November 1942 sank der sowjetische 7500-BRT-Dampfer Dekabrist nach Beschuss durch zwei deutsche Torpedobomber Ju 88 des I/KG 30. Von den vier mit 80 Besatzungsmitgliedern besetzten Rettungsbooten erreichte nur eines mit 18 Menschen die Ostküste der Insel. Die Insassen  fanden eine Pelztierfängerhütte. Bis zu ihrer Entdeckung am 1. Mai 1943  durch einen deutschen Fernaufklärer He 111 starben 15 Personen an Kälte, Krankheit und Entkräftung. Am 25. Juli 1943 fand die Besatzung des U-Bootes U 703 noch den Kapitän, einen Matrosen und die Ärztin. Das U-Boot nahm jedoch nur den Kapitän auf, ließ aber Lebensmittel und Medikamente zurück.  Nach siebenwöchiger Feindfahrt in der Karasee wurden auch die Ärztin und der russische Matrose am 7. Oktober 1943 vom U-Boot abgeholt. Bereits 20 Tage später wurde durch das U-Boot U 354 der Wettertrupp Svartisen mit Material für einen Aufenthalt der bis zum  20. Juli 1944 dauern sollte, auf der Insel abgesetzt und benutzte die Hütte weiter. Vom 3. Juni 1944 bis zum 5. August 1945 war der Wettertrupp der Luftwaffe Helhus auf der Insel stationiert, der die Station benutzte. Helhus arbeitete zunächst bis zur Kapitulation am 8. Mai 1945 und danach weiter auf alliierten Befehl. Die Besatzung von vier Mann wurde Ende August 1945 von einem norwegischen Schiff abgeholt und als Gefangene zurückgebracht.[4] Auf Hopen befindet sich heute eine Gedenktafel für die Besatzung der Dekabrist.
- 1947: 9 km nördlich vom Kap befinden sich eine Küstenfunkstelle, ein Magnetometer und eine Wetterstation, die seit 1947 von Norwegen betreut werden. 4 Wissenschaftler und 6 Schlittenhunde halten die Station seitdem besetzt und werden per Schiff und Helikopter von Spitzbergen aus versorgt. Außerdem ist hier ein Treibstoffdepot und ein Notlandeplatz für SAR-Hubschrauber (ICAO-Code ENHO). Von der Bootslandestelle zur Station führt ein 300 m langes Schmalspurgleis.
- 1951: Am 3. August meldet die FAZ in einem dpa-Bericht, dass die Mitarbeiter der Wetterstation auf Hopen Leichenreste und ein kaum beschädigtes Rettungsboot mit dem Namen „Dekabrist“ bergen konnten.
- 1978: Am 28. August zerschellt ein sowjetisches Aufklärungsflugzeug TU-16 auf der Insel. Die sieben Insassen kommen ums Leben. Um den Flugschreiber kommt es in der Folge zu politischen Spannungen zwischen Norwegen und der Sowjetunion.[5]
- 2003: Die Insel wird von Norwegen im September zum Naturreservat erklärt, um zu verhindern, dass hier eine Basis für eventuelle Öl- und Gasfördervorhaben in der Barentssee entsteht.
- 2014: Hopen wird von BirdLife International als Important Bird Area (SJ012) ausgewiesen.[6]

## Klima
Hopen ist nur von Juli bis Oktober eisfrei und hat keine geschützte Bucht und keinen Hafen, so dass es für die norwegische Küstenwache, die im Juli und September mit Versorgungsgütern kommt, sehr schwierig ist, hier anzulanden. Die Jahresdurchschnittstemperatur beträgt −6,4 °C und das Wetter ist oft neblig und regnerisch. Der durchschnittliche Jahresniederschlag beträgt auf Hopen 476 mm.
|                        | Jan   | Feb   | Mär   | Apr   | Mai  | Jun  | Jul | Aug | Sep  | Okt  | Nov   | Dez   |   |       |
| Mittl. Temperatur (°C) | −14,2 | −13,7 | −13,7 | −11,3 | −4,7 | −0,4 | 1,9 | 2,3 | 0,7  | −3,3 | −8,6  | −12,2 | ⌀ | −6,4  |
| Mittl. Tagesmax. (°C)  | −10,6 | −9,9  | −10,2 | −8,1  | −2,7 | 1,2  | 3,9 | 3,9 | 2,1  | −1,4 | −6,1  | −9,1  | ⌀ | −3,9  |
| Mittl. Tagesmin. (°C)  | −17,5 | −17,1 | −16,9 | −14,2 | −6,6 | −1,6 | 0,5 | 1,0 | −0,5 | −5,1 | −11,0 | −15,1 | ⌀ | −8,6  |
|                        |       |       |       |       |      |      |     |     |      |      |       |       |   |       |
| Niederschlag (mm)      | 39    | 42    | 41    | 32    | 24   | 30   | 35  | 39  | 46   | 47   | 47    | 54    | Σ | 476   |
|                        |       |       |       |       |      |      |     |     |      |      |       |       |   |       |
| Regentage (d)          | 9,8   | 9,0   | 8,9   | 7,1   | 5,5  | 6,2  | 7,2 | 8,0 | 11,2 | 11,2 | 10,4  | 9,8   | Σ | 104,3 |

| −17,5 |

| −17,1 |

| −16,9 |

| −14,2 |

| −6,6 |

| −1,6 |

| 0,5 |

| 1,0 |

| −0,5 |

| −5,1 |

| −11,0 |

| −15,1 |

| −17,5 |

| −17,1 |

| −16,9 |

| −14,2 |

| −6,6 |

| −1,6 |

| 0,5 |

| 1,0 |

| −0,5 |

| −5,1 |

| −11,0 |

| −15,1 |

| N i e d e r s c h l a g | 39  | 42  | 41  | 32  | 24  | 30  | 35  | 39  | 46  | 47  | 47  | 54  |
|                         | Jan | Feb | Mär | Apr | Mai | Jun | Jul | Aug | Sep | Okt | Nov | Dez |

## Flora und Fauna
Die Landfauna beschränkt sich auf Eisbären und Polarfüchse. Zweimal jährlich kommen bis zu 400 Eisbären während ihrer Polarreise über Hopen. Besonders während dieser Zeit können Wissenschaftler die Station nur mit einer Schusswaffe verlassen. Während des kurzen Sommers brüten auf Hopen verschiedene Seevögel. 2012 wurden 63.000 Brutpaare der Dreizehenmöwe, 725.000 adulte Dickschnabellummen, 480 Gryllteisten sowie 425.000 Brutpaare weiterer Vogelarten gezählt.
Die Pflanzenwelt ist recht karg und besteht aus etwa 30 Arten, überwiegend Flechten und Moosen.